# Marko Pantelić
Marko Pantelić [ˈmarko ˈpantɛlitɕ] (serbisch-kyrillisch Марко Пантелић; * 15. September 1978 in Belgrad, SFR Jugoslawien) ist ein ehemaliger serbischer Fußballspieler.

## Karriere

### Verein
Pantelić hatte seine Profikarriere bei Iraklis Saloniki begonnen, bevor er 1997 zu Paris Saint-Germain wechselte und dort als großes Talent galt, sich aber nie durchsetzte. Seine weiteren Stationen waren SK Sturm Graz, FC Yverdon, Lausanne-Sport, FK Obilić, FK Sartid Smederovo und Roter Stern Belgrad. In der Saison 2004/05 wurde der Mittelstürmer mit 21 Toren Torschützenkönig der serbischen SuperLiga.
Zur Saison 2005/06 wurde Pantelić von Roter Stern Belgrad an den deutschen Hauptstadtclub Hertha BSC ausgeliehen. Am 14. April 2006 nutzte Hertha eine Kaufoption und verpflichtete den Stürmer für weitere drei Jahre. Nachdem man sich nicht für die Champions League in der Saison 2008/09 qualifiziert hatte, verzichtete Hertha BSC darauf, einen neuen Vertrag mit Pantelić zu schließen.
Am 30. August 2009 unterschrieb er einen zunächst auf ein Jahr befristeten Vertrag mit dem niederländischen Erstligisten Ajax Amsterdam. Mit seiner Mannschaft gewann er 2010 den KNVB-Pokal. Am 20. August 2010 unterschrieb er einen Zweijahresvertrag bei Olympiakos Piräus und kehrte nach 13 Jahren zurück nach Griechenland, wo er bei Iraklis Saloniki seine Profikarriere begonnen hatte.

### Nationalmannschaft
Pantelić absolvierte 40 Spiele für die Serbische Fußballnationalmannschaft und erzielte dabei zehn Tore. Er war Teil der Mannschaft Serbiens bei der Fußball-Weltmeisterschaft 2010 in Südafrika. Bereits 2003 und 2004 lief er dreimal für die Nationalmannschaft des damaligen Serbien und Montenegro auf.

## Sonstiges
Er ist zusammen mit u. a. Bruno Labbadia und Klaas-Jan Huntelaar einer der Spieler, die vier Strafstöße in Folge in der Bundesliga vergeben haben.
Neben dem Fußballplatz sorgten seine Eskapaden für Schlagzeilen. So verschwand er nach drei Saisonspielen für den FC Yverdon für mehrere Wochen wegen „privater Probleme“ spurlos.

## Titel und Auszeichnungen
Schweiz
- Schweizer Cupsieger 98/99

Serbien
- Serbischer Meister 03/04
- Serbischer Pokalsieger 02/03, 03/04

Niederlande
- Pokalsieger: 2010

Griechenland
- Griechischer Meister (3) 2011, 2012, 2013

Persönliche Auszeichnungen
- Torschützenkönig Meridian Prva liga 04/05 (21 Tore)
- Torschützenkönig Kypello Elladas 11/12 (6 Tore)